# Huis De Pinto
Huis De Pinto, ook bekend als Pintohuis, is een voormalig woonhuis uit 1605 aan de Sint Antoniesbreestraat in Amsterdam. Het huis is genoemd naar de familie De Pinto, een rijk Portugees-joods geslacht van kooplieden en bankiers, die er sinds het midden van de 17e eeuw woonde.

## Ligging
Het is in Amsterdam uitzonderlijk dat een imposant huis als het Huis De Pinto aan een straat is gebouwd in plaats van aan een gracht. Het Huis De Pinto is dus wel een patriciërshuis, maar geen grachtenpand.
Het pand is gebouwd omstreeks 1606/07 voor Jan Jansz. Carel (1545-1616), een van de eerste bewindhebbers van de in 1602 opgerichte Verenigde Oostindische Compagnie (VOC). Hij kocht een zestal percelen en liet daarop zijn huis bouwen. De bouwheer had toen de beschikking over een huis, een groot pakhuis aan de Snoekjesgracht met een stal en koetshuis. De gelijknamige erfgenaam, Jan Jansz. Carel de jonge, stierf in 1620. In 1622 is het omvangrijke pand "over de ingang van het Zuiderkerkhof" aangekocht door de oom van Albert Burgh, de graankoopman Abel Mathijsz. Burgh; het pand werd verhuurd, want hij woonde zelf in de Warmoesstraat. De erfgenaam verkocht het in 1651 aan Isaack de Pinto, een uit Antwerpen afkomstige bankier/koopman.
In de eerste helft van de 17e eeuw woonden er in de Sint Antoniesbreestraat veel Vlamingen, maar ook kunstschilders, kunsthandelaren en juweliers; het was een artistieke buurt. Aan de andere kant van de Sint Antoniessluis bevond zich de joodse buurt met winkels, marktkramen, scholen en synagogen.
In 1686 werd een buurpand aangekocht door zijn zoon David en de verbouwing moet kort daarna zijn gerealiseerd. Het ontwerp is waarschijnlijk van Elias Bouman, die ook voor het ontwerp van de Portugees-Israëlietische Synagoge verantwoordelijk was. Het pand bestaat uit een breed hoofdgebouw rechts en een smal zijhuis links, een voorloper van het dubbele huis. (De achtergevel en het zijhuis zijn goed te zien vanuit de steeg.) David de Pinto liet de buitenkant verfraaien met een zandstenen gevel in de stijl van het Hollands classicisme. De oorspronkelijke gevel was een dubbele trapgevel, vergelijkbaar met de façade van Nieuwmarkt 20-22 uit 1605. In 1696 tijdens het Aansprekersoproer werd het rijk versierde huis geplunderd; het bloed stroomde langs de trappen. Er werden 27 mensen gearresteerd en twee doden uit het huis gehaald. Sinds 1717 was De Pinto ook eigenaar van de hofstede Tulpenburg aan de Amstel. De Pinto onderhield goede betrekkingen met Stadhouder Willem IV, die net als hij in 1751 stierf. Zijn zoon Aron kocht zijn broers Jacob en Isaac in hetzelfde jaar uit. Het pand, met op de zolder een eikenhouten soeka, bleef nog enkele jaren binnen de familie, maar is in 1756 door Aron opgegeven en verkocht aan een apotheker; de stal, koetshuis en pakhuis werd apart verkocht. 

## Bedreigd door sloop

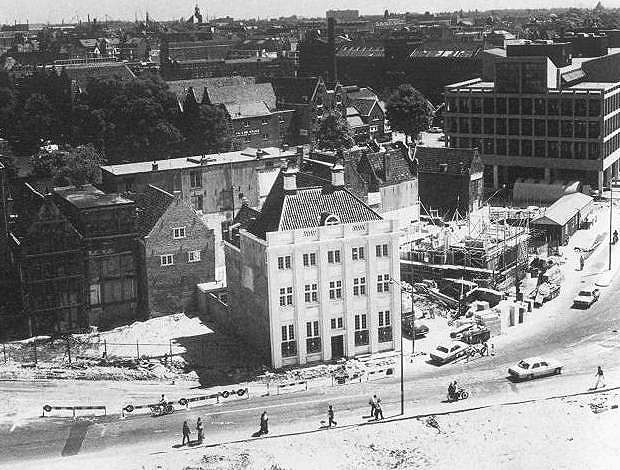
Het Pintohuis eenzaam in de Sint Antoniesbreestraat na de sloop van de meeste overige bebouwing.

Aan het einde van de 19e eeuw stond het pand leeg, er vestigden zich bedrijfjes en werkplaatsen. Na de Tweede Wereldoorlog was het voorname pand veranderd in een krot. De meeste bewoners van de voormalige Jodenbuurt keerden na de oorlog niet terug. Gedurende de hongerwinter waren veel leegstaande panden in de Jodenbuurt grotendeels gesloopt door bewoners van Amsterdam, ze gebruikten het hout uit de huizen als brandhout. Omdat de panden daardoor ernstig verkrot waren, werden de huizen rond het Huis de Pinto eind jaren zestig gesloopt. Vanaf die tijd stond het Huis de Pinto als enig overgebleven pand op een verder kale vlakte, een trieste herinnering aan de ooit drukke maar toen vrijwel verlaten Amsterdamse Jodenbuurt. De gemeente kocht het pand in 1968 om het te slopen; er waren inmiddels een autoweg en een metrolijn door de vroegere Lastage gepland. Bovendien had de gemeente zijn zinnen gezet op kantoren en hotels in de Nieuwmarktbuurt. Begin jaren zeventig werd het Huis de Pinto gekraakt door de Vereniging Vrienden van de Amsterdamse Binnenstad die streed voor behoud van het historische pand.

## Behoud en restauratie

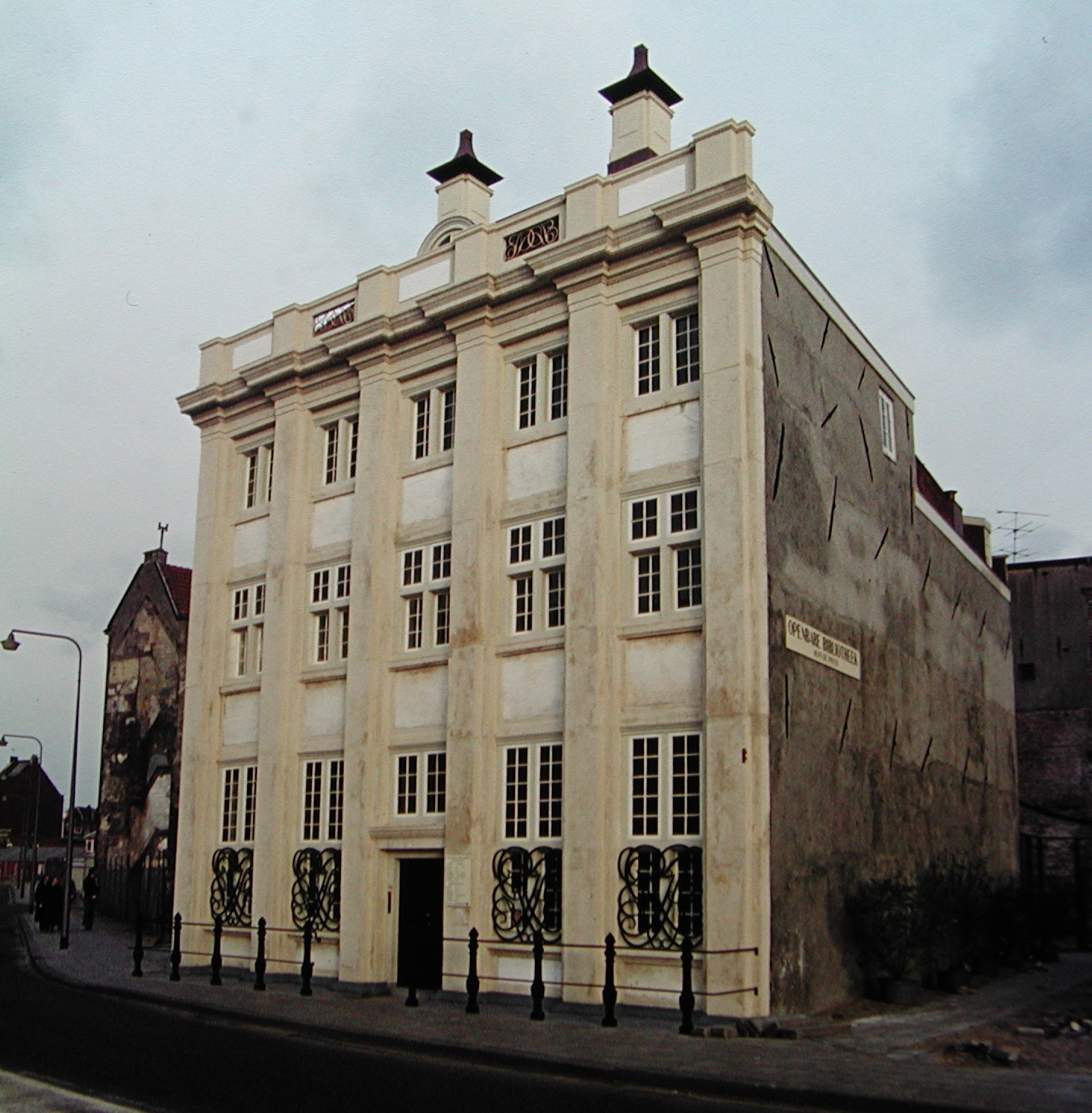
Huis De Pinto omstreeks 1975, na de restauratie.

Onder leiding van monumentenactivist Geurt Brinkgreve werd vanaf 1967 geijverd voor het behoud van het Huis De Pinto. De krakers en de in 1971 opgerichte Stichting De Pinto, wisten het pand uiteindelijk te behouden. De Stichting liet het zwaar verwaarloosde huis in 1974-'75 restaureren. Met het behoud van dit strategisch gelegen huis, werd de aanleg geblokkeerd van de omstreden brede vierbaansweg door de Nieuwmarktbuurt, die onderdeel was van het 'Wederopbouwplan' uit 1953. Op 5 januari 1972 werd door de gemeenteraad met één stem verschil besloten deze Lastageweg niet aan te leggen en de nieuwe bebouwing volgens de oude rooilijnen te bouwen. Ook kwamen er geen kantoren maar woningen. Tussen 1975 en 1984 verrezen rondom het Pintohuis nieuwbouwwoningen langs de oude rooilijnen. De aanleiding tot de Nieuwmarktrellen op 24 maart en 8 april 1975 was de sloop van nog in goede staat verkerende woningen op het tracé van de aanleg van de Oostlijn van de Amsterdamse metro, die moesten wijken voor de tunnelbouw.

## Bibliotheek
Later in 1975 werd het pand aangekocht door het Amsterdams Monumenten Fonds dat het vervallen pand restaureerde. In 1976 werd het gebouw op de Rijksmonumentenlijst gezet.
In het pand was vanaf eind 1975 een filiaal gevestigd van de Openbare Bibliotheek Amsterdam (OBA). In 2007, bij de verhuizing van de hoofdvestiging van OBA naar nieuwbouw aan de Oosterdokskade, zou het filiaal Pintohuis verhuizen naar de Czaar Peterstraat. Bewoners van de Nieuwmarktbuurt waren tegen deze verhuizing en wisten uitstel te bereiken. De bibliotheek in het Pintohuis sloot uiteindelijk op 14 november 2012 de deuren.
De benedenverdieping kent fraaie plafondschilderingen, deze zijn echter niet origineel, maar zijn aangebracht tijdens de restauratie in 1975.
Het bestuur van het Stadsdeel Centrum kwam in september 2008, op aandrang van buurtbewoners en politieke partijen, met uitgewerkte varianten om het Pintohuis open te houden.

## Huidige situatie
De maatschappij Stadsherstel Amsterdam is sinds 1998 de eigenaar van het gebouw. Sinds januari 2014 zijn de kantoren van de Waag gevestigd op de bovenverdiepingen van het pand. Op de benedenverdieping wordt in 2014 een culturele ontmoetingsruimte met leeszaal gecreëerd.